# 服部有恒
服部 有恒（はっとり ありつね、1890年（明治23年）10月9日 - 1957年（昭和32年）11月24日）は、大正・昭和期の日本画家。愛知県名古屋市出身。東京美術学校（現東京芸術大学）卒業。帝国美術学校（現武蔵野美術大学）教授。主に歴史人物画を得意とした。日展審査員。本名は謙一。

## 略歴
- 1890年（明治23年）10月9日生まれ。
- 東京美術学校（現:東京芸術大学）卒業。松岡映丘に師事。
- 1921年（大正10年）『弘誓の稚児』が帝展初入選、以後大和絵の伝統にもとづく歴史画を描いた。
- 1933年（昭和8年） 帝展第一部（日本画）審査員に就任 [1]
- 1938年（昭和13年）日本画院を結成。
- 1957年（昭和32年）11月24日死去。67歳

## 主な作品
- 『桜梅の少将』（1915年）、東京芸術大学大学美術館所蔵
- 『相模太郎』（1942年）、東京芸術大学大学美術館所蔵
- 『宇智子内親王』東京芸術大学大学美術館所蔵